# La Gavia metróállomás
La Gavia metróállomás Spanyolország fővárosában, Madridban a madridi metró 1-es vonalán.

## Metróvonalak
Az állomást az alábbi metróvonalak érintik:
- 1-es metróvonal

## Kapcsolódó állomások
A metróállomáshoz az alábbi állomások vannak a legközelebb:
- Congosto (Pinar de Chamartín, 1-es metróvonal)
- Las Suertes (Valdecarros, 1-es metróvonal)